# Set List ~Greatest Songs~ Kanzenban
SET LIST ~Greatest Songs~ Kanzenban (jap. SET LIST ～グレイテストソングス～完全盤) – trzecia kompilacja japońskiego zespołu AKB48, wydana w Japonii 14 lipca 2010 roku przez DefSTAR Records.
Album osiągnął 2 pozycję w rankingu Oricon i pozostał na liście przez 86 tygodni, sprzedał się w nakładzie 170 861 egzemplarzy. Zdobył status złotej płyty.

## Lista utworów
Wszystkie utwory zostały napisane przez Yasushiego Akimoto.
| Nr  | Tytuł                                                                   | Kompozycja      | Aranżacja                       | Czas |
| --- | ----------------------------------------------------------------------- | --------------- | ------------------------------- | ---- |
| 1.  | „Aitakatta” (jap. 会いたかった)                                         | BOUNCEBACK      | Tomonori Taguchi, Haruo Inatome |      |
| 2.  | „BINGO!”                                                                | Hideki Naruse   | Tetsuya Ōuchi                   |      |
| 3.  | „Yūhi o miteiru ka?” (jap. 夕陽を見ているか?) (Original Mix)            | Mio Okada       | Tomoaki Takashima               |      |
| 4.  | „Boku no taiyō” (jap. 僕の太陽)                                         | Yoshimasa Inoue | Yoshimasa Inoue                 |      |
| 5.  | „Mirai no kajitsu” (jap. 未来の果実)                                    | Mio Okada       | Tomoaki Takashima               |      |
| 6.  | „Dear my teacher”                                                       | Mio Okada       | Ieatsu Ei                       |      |
| 7.  | „Skirt, hirari” (jap. スカート、ひらり) (Album Mix)                     | Mio Okada       | Atsushi Umebori                 |      |
| 8.  | „Seifuku ga jama o suru” (jap. 制服が邪魔をする)                        | Yoshimasa Inoue | Yoshimasa Inoue                 |      |
| 9.  | „Virgin love”                                                           | Yoshimasa Inoue | Yoshimasa Inoue                 |      |
| 10. | „Keibetsu shiteita aijō” (jap. 軽蔑していた愛情)                        | Yoshimasa Inoue | Yoshimasa Inoue                 |      |
| 11. | „Tanjōbi no yoru” (jap. 誕生日の夜) (Album Mix)                         | Mio Okada       | Tomoaki Takashima               |      |
| 12. | „Korogaru ishi ni nare” (jap. 転がる石になれ)                           | Yō Yamazaki     | Funta                           |      |
| 13. | „Sakura no hanabiratachi” (jap. 桜の花びらたち)                         | Hiroshi Uesugi  | Nobuhiko Kashiwara              |      |
| 14. | „Romance, irane” (jap. ロマンス、イラネ)                                | Rie             | CHOKKAKU                        |      |
| 15. | „Sakura no hanabiratachi 2008” (jap. 桜の花びらたち2008) (Original Mix) | Hiroshi Uesugi  | Nobuhiko Kashiwara              |      |
| 16. | „Seventeen”                                                             | Kōta Ogawa      | Akiyuki Tateyama                |      |
| 17. | „Anata ga ite kureta kara” (jap. あなたがいてくれたから)                | Yō Yamazaki     | JUNKOO                          |      |